# Chrystian Bernard Schmidt
Chrystian Bernard Schmidt  lub Schmitt (ur. 22 sierpnia 1734 r. w Reszlu, zm. 10 maja 1784 r. w Reszlu) – rzeźbiarz, stolarz, największy artysta rokokowy na Warmii.

## Życiorys
Urodził się w Reszlu w rodzinie Elżbiety z domu Peucker (córki rzeźbiarza Krzysztofa Peuckera) i Jana Christiana Schmidta, radcy miejskiego i słynnego rzeźbiarza warmińskiego. Miał liczne rodzeństwo – starszych: Jana Krzysztofa, Andrzeja, Jana Szymona, Bernarda, Józefa oraz młodszych, Antoniego Wawrzyńca, Franciszka Ksawerego, Filipa, Elżbietę i Ludwika. Jego matką chrzestną była Helena Jonston, córka burmistrza reszelskiego – Jakuba Jonstona. 5 listopada 1753 r. ożenił się z Gertrudą Teschner, córką reszelskiego majstra krawieckiego. Świadkami na ich ślubie byli dwaj burmistrzowie – Rautenberg i Dittloff. W 1757 r. urodziła się jego jedyna córka – Anna Barbara. W 1781 r. został wdowcem. Rok później, 11 listopada 1782 r., ożenił się ponownie z Krystyną Pierscher, córką reszelskiego rektora, Józefa Pierschera. Data jego śmierci została uwieczniona w reszelskiej księdze zmarłych rzemieślników z cechu stolarzy i kowali.

## Szkoła i wykształcenie
Już od najmłodszych lat wraz z dwoma braćmi służył ojcu w jego warsztacie. W 1759 r. po śmierci ojca przejął jego warsztat rzeźbiarski. Nie wiadomo, czy było to jedyne miejsce, w którym się kształcił. Niewykluczone, że dokształcał się w jednym z warsztatów w Warszawie, czego dowodzi stylistyka prac artysty. W pracach Schmidta z różnych okresów widoczne są wpływy warsztatu jego ojca, w późniejszych zaś gdańszczanina – Jana Henryka Meissnera.

## Praca
Pozostawił po sobie bogaty dorobek artystyczny, który wyróżnia się na tle dzieł współczesnych mu rzeźbiarzy na terenie Pomorza Wschodniego oraz Rzeczypospolitej. Prace powstałe w jego reszelskim warsztacie i pod jego kierunkiem są w przeważającej części w drewnie i prezentują różne formy, od typowych rzeźb sakralnych i figur po małą architekturę, tworzoną we współpracy z innymi pracowniami stolarskimi. Specjalizował się w wyposażeniu kościołów i kaplic. Spod jego dłuta wyszły: ołtarze, ambony, baptysteria, chóry i prospekty organowe, konfesjonały, a także małe przedmioty sztuki sakralnej, jak krucyfiksy i figurki. Poza Krzysztofem Perwangerem był jedynym znaczącym rzeźbiarzem tworzącym na Warmii w stylu rokokowym, choć wyraźnie można zauważyć kilka etapów w rozwoju jego sztuki.
Zachowane prace można oglądać w świątyniach na terenie całej diecezji warmińskiej. Najwięcej pochodzi z kościołów parafialnych w okolicach Reszla. Większość zamówień artysta wykonywał na polecenie duchowieństwa różnego szczebla. Po zaborze dominium przez państwo pruskie w 1772 r. realizował także zamówienia na rzecz kościoła protestanckiego. Stąd w jego dorobku podwieszane figury aniołów chrzcielnych oraz prospekty organowe czy ołtarze ambonowe.
Zakłada się, że do najwcześniejszych jego prac mogło należeć wyposażenie kościoła pw. św. Piotra i Pawła w Reszlu (Kościół pw. św. Apostołów Piotra i Pawła w Reszlu) (1758–1769) oraz drobne dekoracje ówczesnego kościoła odpustowego w Krośnie (Sanktuarium Maryjne Nawiedzenia Najświętszej Maryi Panny i św. Józefa w Krośnie) (1759). Pozostawił po sobie m.in. ołtarze, konfesjonały, ambony czy baptysteria w kościołach w:
- Reszlu (Kościół pw. św. Apostołów Piotra i Pawła w Reszlu)
- Radostowie (Kościół pw. św. Jerzego i św. Anny w Radostowie)
- Barczewie (Kościół pw. św. Andrzeja Apostoła w Barczewie)
- Bażynach (Kościół pw. św. Mikołaja w Bażynach)
- Biskupcu (Kościół pw. św. Jana Chrzciciela w Biskupcu)
- Bisztynku (Kościół pw. św. Macieja Apostoła i Najdroższej Krwi Chrystusa w Bisztynku)
- Kiwitach (Kościół pw. św. Apostołów Piotra i Pawła w Kiwitach)
- Braniewie (Kościół pw. Trójcy Świętej w Braniewie)
- Dywitach (Kościół pw. św. Apostołów Szymona i Judy Tadeusza w Dywitach)
- Grzędzie (Kościół pw. św. Mikołaja w Grzędzie)
- Jezioranach (Kościół pw. św. Bartłomieja w Jezioranach)
- Klewkach (Kościół pw. św. Walentego i św. Rocha w Klewkach)
- Krośnie (Sanktuarium Maryjne Nawiedzenia Najświętszej Maryi Panny i św. Józefa w Krośnie)
- Lamkowie (Kościół pw. św. Mikołaja i św. Augustyna w Lamkowie)
- Leginach (Kościół pw. św. Marii Magdaleny w Leginach)
- Lubominie (Kaplica pw. św. Rocha w Lubominie)
- Międzylesiu Lidzbarskim (Kościół pw. Świętego Krzyża i Matki Boskiej Bolesnej w Międzylesiu)
- Mołtajnach (Kościół pw. św. Anny w Mołtajnach)
- Piotraszewie (Kościół pw. św. Bartłomieja w Piotraszewie)
- Piotrowcu (Kościół pw. św. Jana Chrzciciela w Piotrowcu)
- Robawach (Kaplica w Robawach)
- Rogóżu (Kościół pw. św. Barbary w Rogóżu)
- Sątopach (Kościół pw. św. Jodoka w Sątopach)
- Sząbruku (Kościół pw. św. Mikołaja i Jana Ewangelisty w Sząbruku)
- Tłokowie (Kościół pw. św. Rocha w Tłokowie)
- Unikowie (Kościół pw. św. Jana Chrzciciela w Unikowie)

Za wyjątkowe uznaje się figury aniołów, których dekoracyjność, technika wykonania i plastyka są charakterystyczne dla sztuki Bernarda Schmidta.

## Działalność społeczna, kulturalna, naukowa, polityczna
Przed 1760 r. został ławnikiem, a w 1763 r. mistrzem ławy. Trzy lata później zaczął działać jako rajca, a od 1722 r. miejski prawnik. W latach 1775–1784 pełnił funkcję prowizora kościelnego. Niepotwierdzone pozostają natomiast doniesienia o pełnionej przez niego funkcji burmistrza Reszla.